# 維捷格拉河
維捷格拉河是俄羅斯的河流，位於沃洛格達州，屬於伏爾加─波羅的海水路的一部分，河道全長64公里，流域面積1,670平方公里，最終注入奧涅加湖。